# La Pelusa
La Pelusa es un barrio perteneciente al distrito Este de la ciudad andaluza de Málaga, España. Según la delimitación oficial del ayuntamiento, limita al norte con el barrio de Miraflores; al este, con los barrios de Virgen de las Angustias, La Pelusilla y El Candado; al sur, con el barrio de Miramar del Palo; y al oeste, con los barrios de El Palo y Miraflores del Palo.
Surgido hacia 1970, el barrio alberga una población de unas 4.000 personas. Presenta calles empinadas y está atravesado por el arroyo Wittenberg.

## Transporte
En autobús está conectado al resto de la ciudad mediante las siguientes líneas de la EMT: 
| Línea | Trayecto                    | Recorrido | Frecuencia |
| ----- | --------------------------- | --------- | ---------- |
| 11    | Alameda Principal - El Palo | Recorrido | 8 minutos  |
| 29    | Jarazmín - El Palo          | Recorrido | 60 minutos |
| N1    | Puerta Blanca - El Palo     | Recorrido | 25 minutos |